# Хинтон, Марвин
Марвин Хинтон (англ. Marvin Hinton; род. 2 февраля 1940, Лондон) — английский футболист, защитник.

## Карьера

### Клубная карьера
Во взрослом футболе дебютировал в 1957 году в клубе второго дивизиона «Чарльтон Атлетик», где отыграл следующие шесть сезонов. В 1961 году он получил постоянное место в основном составе команды после травмы Гордона Джейго.
В августе 1963 года он был подписан в «Челси» главным тренером команды Томми Дохерти за 30 000 фунтов стерлингов. Его первый выход на поле состоялся 12 октября того же года в победном матче против клуба «Ипсвич Таун», завершившемся со счётом 3:1. В дальнейшем Хинтону удалось сформировать успешную линию защиты с Роном Харрисом. В 1967 году он сыграл в финале Кубка Англии, в котором команда потерпела поражение от другого английского клуба «Тоттенхэм Хотспур» со счётом 2:1. В 1970 году команде всё же удалось победить в финале турнира клуб «Лидс Юнайтед» и завоевать национальный кубок.
Хинтон продолжал играть за «Челси» до 1976 года, а затем завершил профессиональную карьеру футболиста в возрасте 36 лет.

### Карьера в молодёжной сборной
В 1962 году Хинтон провёл три матча за молодёжную сборную Англии до 23 лет. Он входил в предварительную команду из 40 человек, возглавляемую Альфом Рамсеем, которая должна была выступать на чемпионате мира 1966 года, но так и не попал на турнир.

## Достижения
«Челси»
- Обладатель Кубка Англии: 1969/70[7]